# City of Paris (Schiff, 1922)
Die City of Paris (III) war ein 1922 in Dienst gestelltes Passagierschiff der britischen Reederei Ellerman Lines, das im Passagier- und Postverkehr von Großbritannien nach Indien und Afrika eingesetzt wurde.

## Das Schiff
Das 10.902 Bruttoregistertonnen (BRT) große Passagier- und Frachtschiff City of Paris wurde auf der Werft Swan, Hunter & Wigham Richardson in Wallsend, Tyne and Wear gebaut. Es lief am 24. Dezember 1920 vom Stapel und wurde im Februar 1922 fertiggestellt. Das 147,7 Meter lange und 18,1 Meter breite Schiff war zur Beförderung von 349 Passagieren zugelassen. Im September 1925 verstarb während einer Reise an Bord der City of Paris der amerikanische Industrielle James Deering.
Am 16. September 1939 lief die City of Paris mit 139 Menschen an Bord 3,5 Seemeilen ostnordöstlich von Aldeburgh an der Küste von Suffolk auf eine Seemine, die am 4. September von dem deutschen U-Boot U 13 (Kapitänleutnant Karl Daublebsky von Eichhain) gelegt worden war. Sie war zwei Tage zuvor aus London ausgelaufen und hatte Stückgut geladen. Ein Besatzungsmitglied kam ums Leben, und das Schiff wurde beschädigt. Die City of Paris wurde von den Schleppern Contest und Atlantic Cock nach Tilbury geschleppt. Nach etwa einmonatiger Reparatur war das Schiff zurück im Dienst.
Ab 1940 diente die City of Paris als Truppentransporter im Zweiten Weltkrieg. Ab September 1945 wurde sie als Wohnschiff verwendet. 1946 wurde sie kurzzeitig erneut als Truppentransporter verwendet, aber noch im selben Jahr der Ellerman Lines rücküberstellt. 1947 kehrte sie in den Passagierdienst zurück und versah diesen noch knapp neun Jahre, bis sie im Februar 1956 außer Dienst gestellt und in Newport (Wales) verschrottet wurde.